# Nikolaus IV. (Troppau)
Nikolaus IV. von Troppau (tschechisch: Mikuláš IV. Opavský; * um 1400; † 1437) war 1433–1437 Herzog von Troppau und Herr auf Zuckmantel. Er entstammte dem Troppauer Zweig der böhmischen Přemysliden.

## Leben
Seine Eltern waren Přemysl/Primislaus I. von Troppau († 1433) und dessen erste Ehefrau Anna von Lutz († 1405).
Nach dem Tod des Vaters 1433, der fünf Söhne hinterließ, titulierte der zweitgeborene Nikolaus IV. als Herr von Zuckmantel. Der älteste der Brüder, Wenzel II., übernahm die Vormundschaft über die jüngeren Brüder Wilhelm, Ernst und Přemysl/Primislaus II. Obwohl ihr Vater testamentarisch bestimmte, dass seine Gebiete ungesondert bleiben sollten, teilten sie um 1435 den ererbten Besitz. Wilhelm und Ernst erhielten Anteile von Troppau, und für den ältesten Bruder Wenzel II. wurde das eigenständige Herzogtum Leobschütz ausgegliedert. Der jüngste der Brüder, Přemysl/Primislaus II., für den die geistliche Laufbahn vorgesehen wurde, ging vermutlich leer aus.
Nikolaus IV. starb 1437 unverheiratet und ohne Nachkommen. Erbe wurde vermutlich der älteste Bruder Wenzel II.